# Floor Wibaut
Pour les articles homonymes, voir Wibaut.
Florentinus Marinus « Floor » Wibaut , né le 23 juin 1859 à Flessingue et mort le 29 avril 1936 à Amsterdam à l'âge de 76 ans, est un homme politique néerlandais.

## Biographie
Il est né à Flessingue dans une famille bourgeoise catholique le 23 juin 1859. Il a d’abord voulu être prêtre ; après des études de commerce, il entre dans une firme de négoce internationale et voyage beaucoup. Il développe un intérêt croissant pour les problèmes sociaux de son époque. Il découvre le socialisme de la Fabian Society et s’inscrit en 1897, avec sa femme, au parti socialiste néerlandais.
Sept ans plus tard, il s’installe à Amsterdam, la ville rouge. Élu au conseil municipal en 1907, Wibaut devient membre de la commission de la santé et visite de nombreux taudis. Membre des sociaux-démocrates, il permet la construction de 3 500 logements le 30 juillet 1914 avec l’aide de l’État.
Le 25 juin 1915, la ville d’Amsterdam se dote d’un service du logement (woningdienst), distinct de celui de la construction, à la tête duquel on trouve l’ingénieur Arie Keppler (1876-1941), le beau-frère de Wibaut. 
Il meurt le 29 avril 1936 à Amsterdam et est incinéré le 2 mai.

## Citation
- « Tant qu’on offrira pas de loyers, non sur la base de la dimension des logements, mais sur les capacités réelles de paiement d’une famille ouvrière, on n’aura rien fait pour résoudre le problème. »